# Волшебный экран

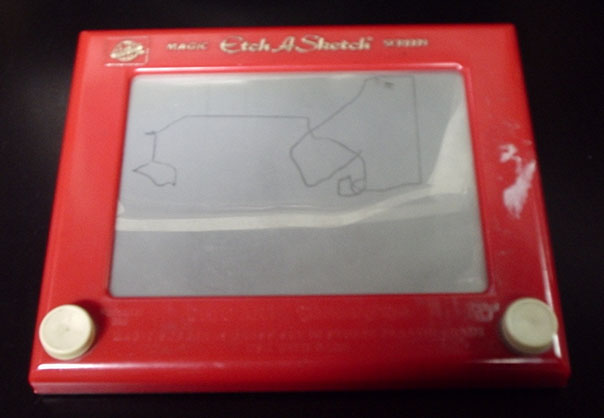
Классический вариант игры «Etch A Sketch» американского производства

«Волшебный экран» (англ. Etch A Sketch) — развивающая игра.

## Устройство
Представляет собой герметичную коробку, закрытую сверху стеклом. Внутри коробки находится алюминиевый порошок и металлический курсор на двух осях, острой частью прижимающийся к стеклу. Управление курсором осуществляется через две рукоятки, двигающие курсор по вертикали и горизонтали. При движении курсора по экрану, засыпанному прилипшим алюминиевым порошком, изображение появляется в форме тёмных линий на серебристом фоне (за счёт стираемого со стекла порошка). «Сброс» игры осуществляется встряхиванием (или переворачиванием) экрана, после чего алюминиевый порошок полностью закрывает предыдущее изображение.
Также существуют варианты без рукояток, но со стилусом.

## История
Игру придумал Андре Кассань в середине XX века (он её назвал фр. L'Ecran Magique, Волшебный экран). Впоследствии права на игру были проданы компании Ohio Art, которая назвала её англ. Etch A Sketch. В 1960 году игра была запущена в массовое производство. Особая популярность у игры была в США.
Под названием «Волшебный экран» в СССР игра появилась в 1970-х годах. Производство осуществлялось без лицензирования у правообладателя.